# Pavonia zehntneri
Pavonia zehntneri är en malvaväxtart som beskrevs av Oskar Eberhard Ulbrich. Pavonia zehntneri ingår i släktet påfågelsmalvor, och familjen malvaväxter. Inga underarter finns listade i Catalogue of Life.